# ベンバ語
ベンバ語（Chibemba、Cibemba、Ichibemba、Icibemba、Chiwemba）は、バントゥー語群に属する言語である。話者は主にザンビアのベンバ族と18の関係する民族グループである。ザンビアではチェワ語に次いで2番目に話者が多い言語である。文法的に名詞クラスの接頭辞に”chi-”が付くと”言語”を示し、”ba-”が付くと”民族”を示す。すなわち”Babemba”はベンバ族の意味となる。他に近い部族は、ムピカとバングウェウル湖地域に暮らすビサ族である。
ベンバ語は、また、コンゴ民主共和国、タンザニア、ボツワナの小さな範囲でも話されている。
ベンバ語はSVO型言語であり、声調言語である。